# 로베르 브레송
로베르 브레송(Robert Bresson, 1901년 9월 25일 ~ 1999년 12월 18일)은 프랑스의 영화 감독, 영화 각본가이다.

## 생애
1901년 9월 25일 퓌드돔주에 위치한 브로몽라모트에서 태어났다. 젊은 시절 화가로 활동하다가 1934년 단편 영화 《공적인 일》을 감독하면서 영화계에 진입한다. 제2차 세계 대전 도중 독일군 포로수용소에 약 1년 정도 수감됐다. 생애 대부분을 은둔하면서 보냈다. 1999년 12월 18일 파리에서 사망했다.

## 작품 목록
- 공적인 일 (1934, 단편)
- 죄악의 천사들 (1943)
- 볼로뉴 숲의 여인들 (1945)
- 어느 시골 본당 신부의 일기 (1951)
- 사형수 탈출하다 (1956)
- 소매치기 (1959)
- 잔 다르크의 재판 (1962)
- 당나귀 발타자르 (1966)
- 무쉐뜨 (1967)
- 온순한 여인 (1969)
- 몽상가의 나흘밤 (1971)
- 호수의 란슬로트 (1974)
- 아마도 악마가 (1977)
- 돈 (1983)